# Bullanaikanahulikatti, Kalghatgi
Bullanaikanahulikatti là một làng thuộc tehsil Kalghatgi, huyện Dharwad, bang Karnataka, Ấn Độ.